# 톰 케어니
토머스 케어니(영어: Thomas Cairney, 1991년 1월 20일 ~ )는 현재 잉글랜드 프리미어리그의 클럽 풀럼 FC에서 뛰는 스코틀랜드의 축구 선수이다.